# أبيمديون جريسي
أبيمديون جريسي (الاسم العلمي: Epimedium campanulata) هو نوع من النباتات يتبع جنس الأبيمديون من الفصيلة البرباريسية.